# مونزو
مونزو (انگلیسی: Monzo) شرکت خدمات مالی و بانکداری بریتانیایی است، که در سال ۲۰۱۵ تأسیس شد.